# Oud-Bodegraven
Oud-Bodegraven is een buurtschap behorende tot Bodegraven-Reeuwijk in de Nederlandse provincie Zuid-Holland. Het ligt ten westen van Bodegraven in de polder Reeuwijk en heeft 133 inwoners. Voorheen heette de buurtschap Vrijenes en behoorde tot de gemeente Zwammerdam.

## Noot
1. ↑  J. Kuyper, Gemeente Atlas van Nederland, 1865-1870: Gemeente Zwammerdam

Dorpen: Bodegraven · De Meije · Driebruggen · Nieuwerbrug · Reeuwijk-Brug · Reeuwijk-Dorp · Sluipwijk · Waarder

Buurtschappen: Abessinië · De Bree · Foreest · Hogebrug · Langeweide · Middelburg (deels) · Molenbrug · Noordzijde · Oosteinde · Oud-Reeuwijk · Oud-Bodegraven · Oudeweg · Oukoop · Platteweg · Randenburg · Tempel · Twaalfmorgen · Vogelzang/Blindeweg · Westeinde · Weijland · Weijpoort · Zuidzijde

Zuid-Holland: Steden en dorpen      Nederland: Provincies · Gemeenten